# Börza
Börza, 1911 és 1918 között Börzény (románul: Bârza) falu Romániában, a Bánságban, Krassó-Szörény megyében.

## Fekvése
Orsovától 14 km-re északra, a Cserna folyó jobb partján fekszik.

## Története
Első említése: Börsze, Börza és Berza (1808). Az oláh-bánsági határőrezred mehádiai századához, majd 1880-tól Krassó-Szörény vármegyéhez tartozott. 1858-ban 32 házból állt. 1894-ben román–német–magyar tannyelvű községi elemi iskolája volt. Az 1890-es–1900-as években a faluban működött a Schramm-féle mezőgazdasági gépgyár, amely a balkáni piacra gyártott mezőgazdasági vaseszközöket, kályha- és konyhatűzhely-alkatrészeket. A gyár működéséhez szükséges 150 lóerőt egy apró vízerőmű biztosította.

## Lakossága
1900-ban 455 lakosából 393 volt román, 52 német és 9 magyar anyanyelvű; 392 ortodox és 57 római katolikus vallású.

2002-ben 545 lakosából 491 román és 40 cigány nemzetiségű; 504 ortodox, 23 baptista és 12 római katolikus vallású.

## Látnivalók
Az ortodox templom 1850-ben épült.